# جبال الألب الشرقية

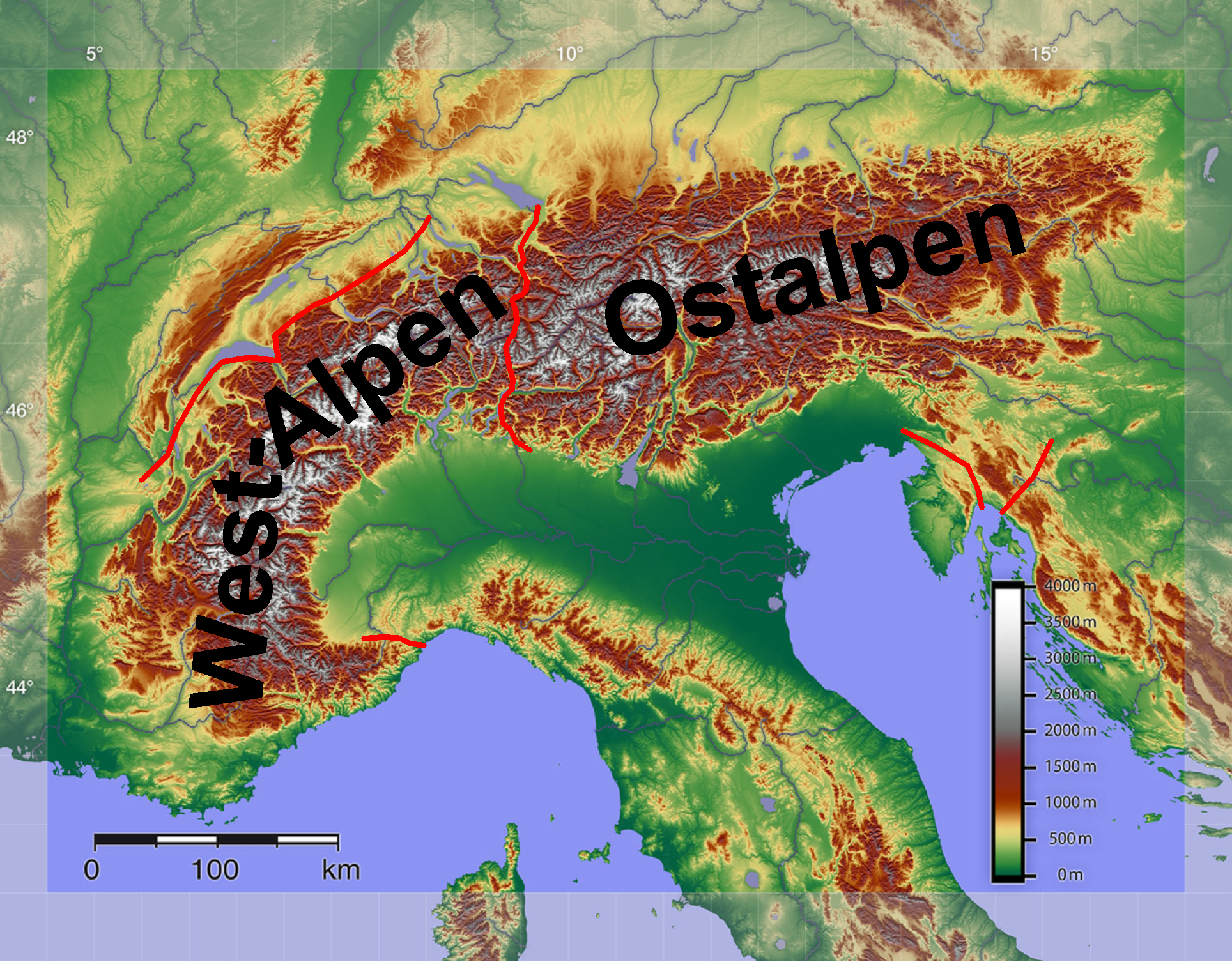

جبال الألب الشرقية أو أوست ألبن (بالألمانية: Ostalpen ) هي الجزء الشرقي من الألب, وهي تشمل المناطق التي تقع شرقا من الخط الفاصل بين بحيرة بودنسي مع امتداد نهر الراين إلى بحيرة كومو. بالمقارنة بجبال الألب الغربية فالشرقية أقل ارتفاعا وتوجد بها ممرات أقل بين الجبال. تمر جبال الألب الشرقية من سويسرا عبر ليشتنشتاين إلى النمسا عبر «بورغلاند» إلى المجر وجزء من شمال إيطاليا إلى سلوفينيا. كما يوجد جزء منها في ألماني عند تلاقي الألب الشرقية مع الألب الغربية.

## اقرأ أيضا
- الألب
- جبال الألب الغربية
- فاتزمان